# Phytoecia nausicae
Phytoecia nausicae — вид жесткокрылых из семейства усачей.

## Распространение
Распространён в Греции.

## Описание
Жук длиной 10,5—13,3 мм. Время лёта май.

## Развитие
Жизненный цикл, возможно, один год. Кормовым растением является Centaurea thracica